# سدریک برست
سدریک برست (فرانسوی: Cédric Berrest‎؛ زادهٔ ۲ آوریل ۱۹۸۵) قایقران روئینگ اهل فرانسه است.